# Proces technologiczny ciągły

Przykład procesu ciągłego.
Destylacja równowagowa doprowadzanej w sposób ciągły surówki (S), z ciągłym odbieraniem cieczy wyczerpanej (W) i destylatu (D)

Proces technologiczny ciągły – proces technologiczny, który przebiega w ustalonych warunkach, a doprowadzanie surowców i odbieranie produktów odbywa się równocześnie, w sposób nieprzerwany. W przypadku procesów wieloetapowych, wymienione warunki spełnia każdy z etapów: są prowadzone w warunkach niezmiennych w czasie, a półprodukty są w sposób ciągły kierowane do kolejnych etapów.  
Zaletami procesów ciągłych, odróżniającymi je od procesów okresowych, są np.: 
- brak przerw w produkcji
- łatwość automatyzacji (ze względu na niezmienność parametrów)
- mniejsze wymiary instalacji produkcyjnych
- łatwiejsza mechanizacja
- mniejsza zmienność jakości otrzymywanych produktów (równocześnie większe wymagania, dot. ustabilizowanej jakości surowców).

Ekonomiczna opłacalność stosowania procesów ciągłych zależy m.in. od wielkości produkcji. Orientacyjnie przyjmuje się, że stosowanie instalacji o działaniu ciągłym jest opłacalne, jeżeli wielkość produkcji przekracza 1000 Mg/rok, a nie jest opłacalne, jeżeli jest mniejsza od 100 Mg/rok.
Procesy ciągłe są stosowane bez względu na skalę produkcji wtedy, gdy reakcje przebiegają między dwoma gazami. Mogą nie być wskazane w przypadku produkcji wielkoskalowej, np. wtedy, gdy utrudnienia techniczne wymuszają częste przestoje (np. konieczność okresowego usuwania gromadzących się osadów).